# Thiotricha
Thiotricha är ett släkte av fjärilar som beskrevs av Edward Meyrick 1886. Thiotricha ingår i familjen stävmalar.

## Bildgalleri

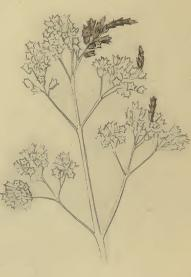
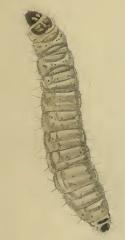
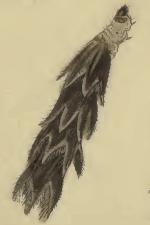
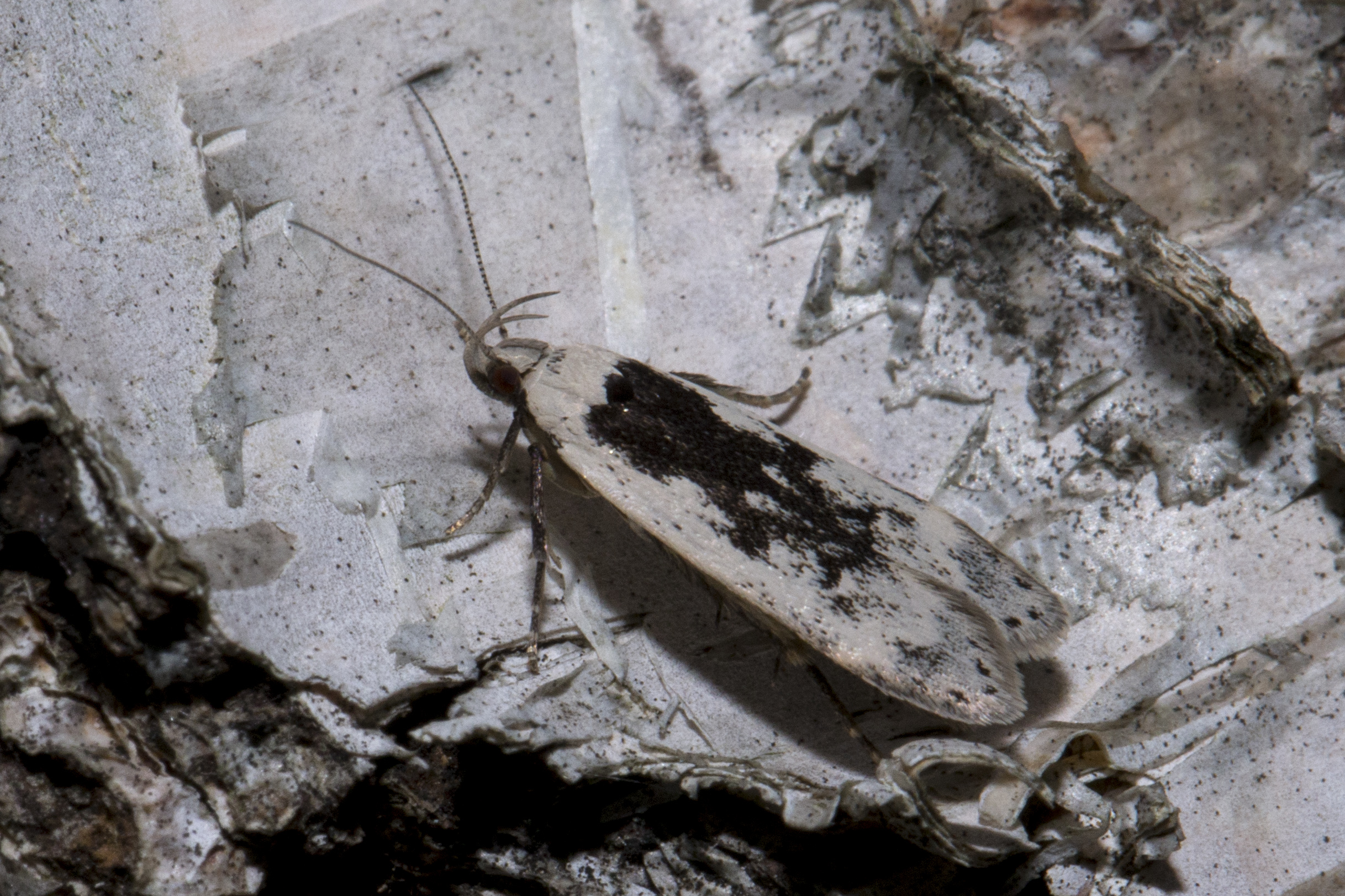
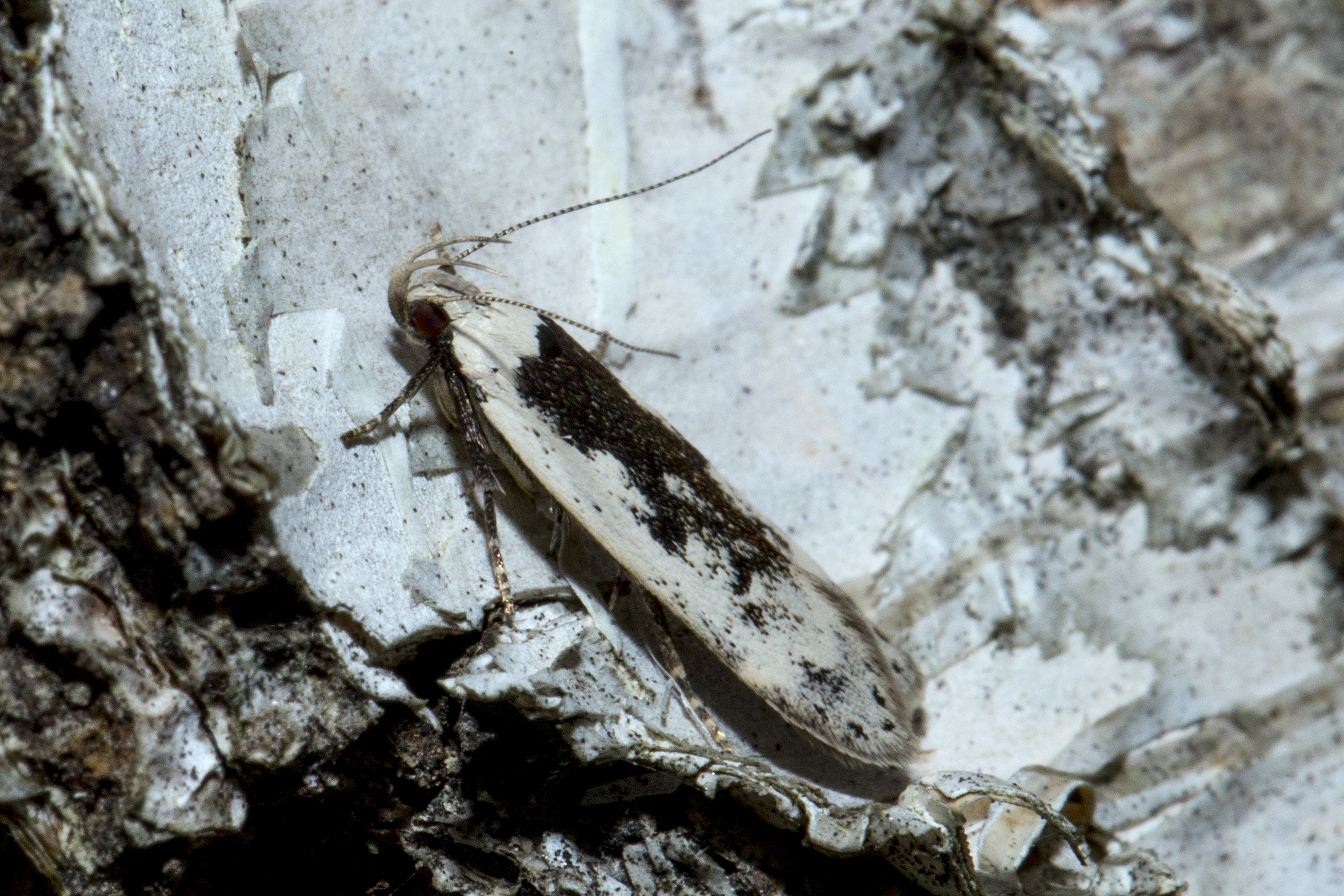
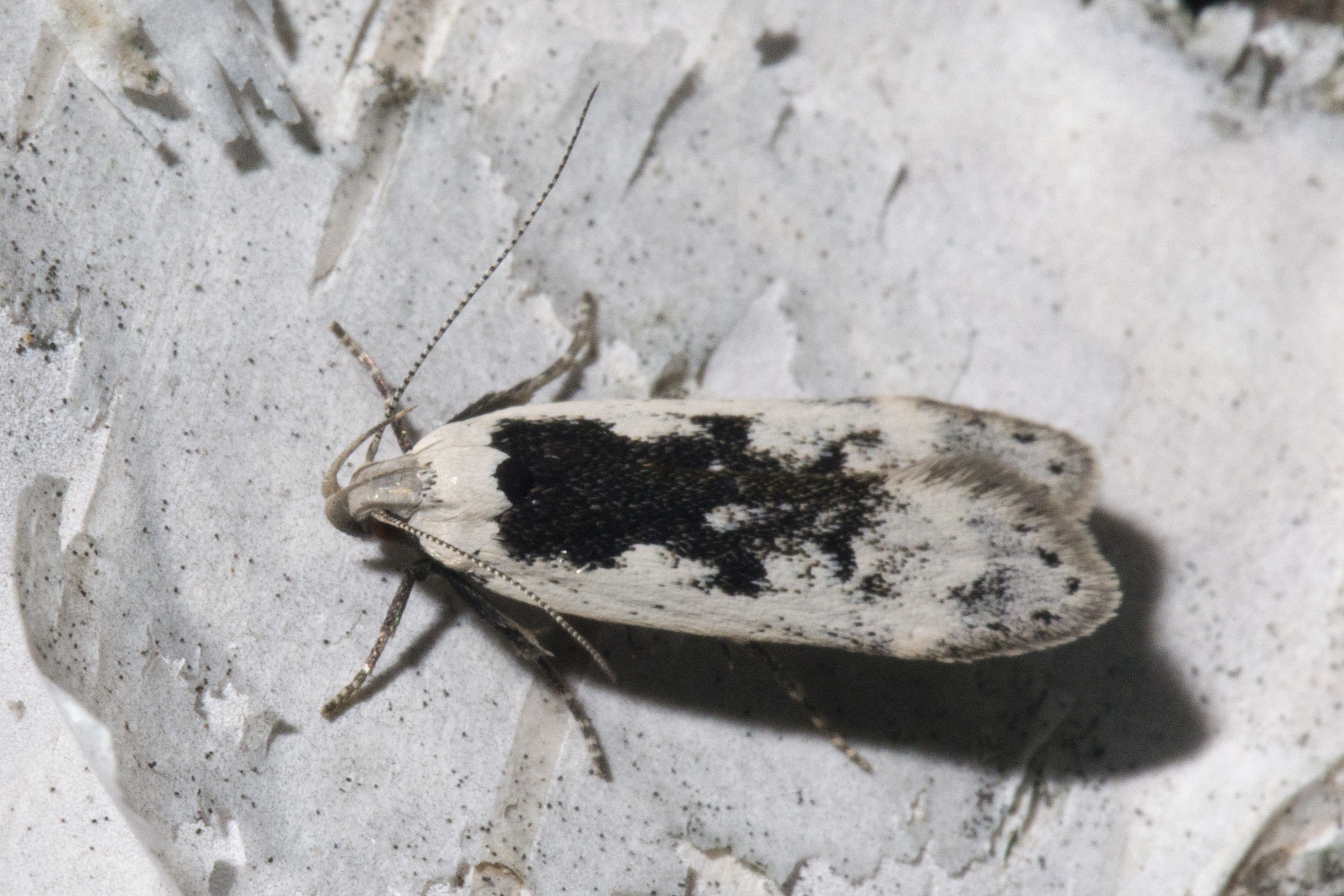

## Dottertaxa tillThiotricha, i alfabetisk ordning[1][2]
- Thiotricha acrantha
- Thiotricha acrocelea
- Thiotricha acronipha
- Thiotricha acrophantis
- Thiotricha amphixysta
- Thiotricha anarpastis
- Thiotricha angelica
- Thiotricha animosella
- Thiotricha anticentra
- Thiotricha argoxantha
- Thiotricha argyrea
- Thiotricha arthrodes
- Thiotricha atractodes
- Thiotricha aucupatrix
- Thiotricha balanopa
- Thiotricha bullata
- Thiotricha candidella
- Thiotricha centritis
- Thiotricha characias
- Thiotricha chinochrysa
- Thiotricha chrysantha
- Thiotricha chrysopa
- Thiotricha cleodorella
- Thiotricha clepsidoxa
- Thiotricha clidias
- Thiotricha clinopeda
- Thiotricha coleella
- Thiotricha complicata
- Thiotricha crypsichlora
- Thiotricha cuneiformis
- Thiotricha delacma
- Thiotricha dissobola
- Thiotricha dissonella
- Thiotricha embolarcha
- Thiotricha epiclista
- Thiotricha eremita
- Thiotricha flagellatrix
- Thiotricha fridaella
- Thiotricha fulmeki
- Thiotricha galactaea
- Thiotricha galenaea
- Thiotricha gemmulans
- Thiotricha glenias
- Thiotricha godmani
- Thiotricha grammitis
- Thiotricha hamulata
- Thiotricha hemiphaea
- Thiotricha hexanesa
- Thiotricha hoplomacha
- Thiotricha internella
- Thiotricha janitrix
- Thiotricha laterestriata
- Thiotricha leucothona
- Thiotricha lindsayi
- Thiotricha majorella
- Thiotricha margarodes
- Thiotricha melanaema
- Thiotricha microrrhoda
- Thiotricha nephelodesma
- Thiotricha nephodesma
- Thiotricha niphastis
- Thiotricha obvoluta
- Thiotricha oleariae
- Thiotricha operaria
- Thiotricha orthiastis
- Thiotricha oxygramma
- Thiotricha oxyopis
- Thiotricha oxytheces
- Thiotricha pancratiastis
- Thiotricha panglycera
- Thiotricha paraconta
- Thiotricha parthenica
- Thiotricha polyaula
- Thiotricha pontifera
- Thiotricha prosoestea
- Thiotricha pteropis
- Thiotricha pyrphora
- Thiotricha rabida
- Thiotricha rhodomicta
- Thiotricha rhodopa
- Thiotricha saulotis
- Thiotricha scioplecta
- Thiotricha sciurella
- Thiotricha scotaea
- Thiotricha strophiacma
- Thiotricha subocellea
- Thiotricha subocellella
- Thiotricha subtenuis
- Thiotricha symphoracma
- Thiotricha synacma
- Thiotricha syncentritis
- Thiotricha synodonta
- Thiotricha tenuis
- Thiotricha termanthes
- Thiotricha tethela
- Thiotricha tetraphala
- Thiotricha thorybodes
- Thiotricha trapezoidella
- Thiotricha trichoma
- Thiotricha tylephora
- Thiotricha xanthaspis
- Thiotricha xanthodora